# Hamilton Palace

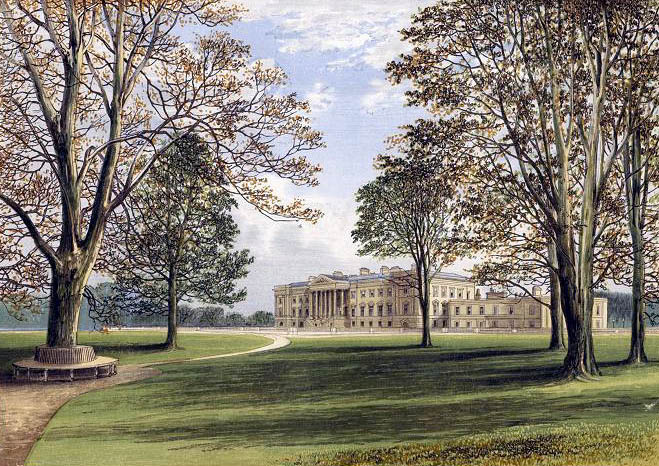
Der Hamilton Palace etwa 1880

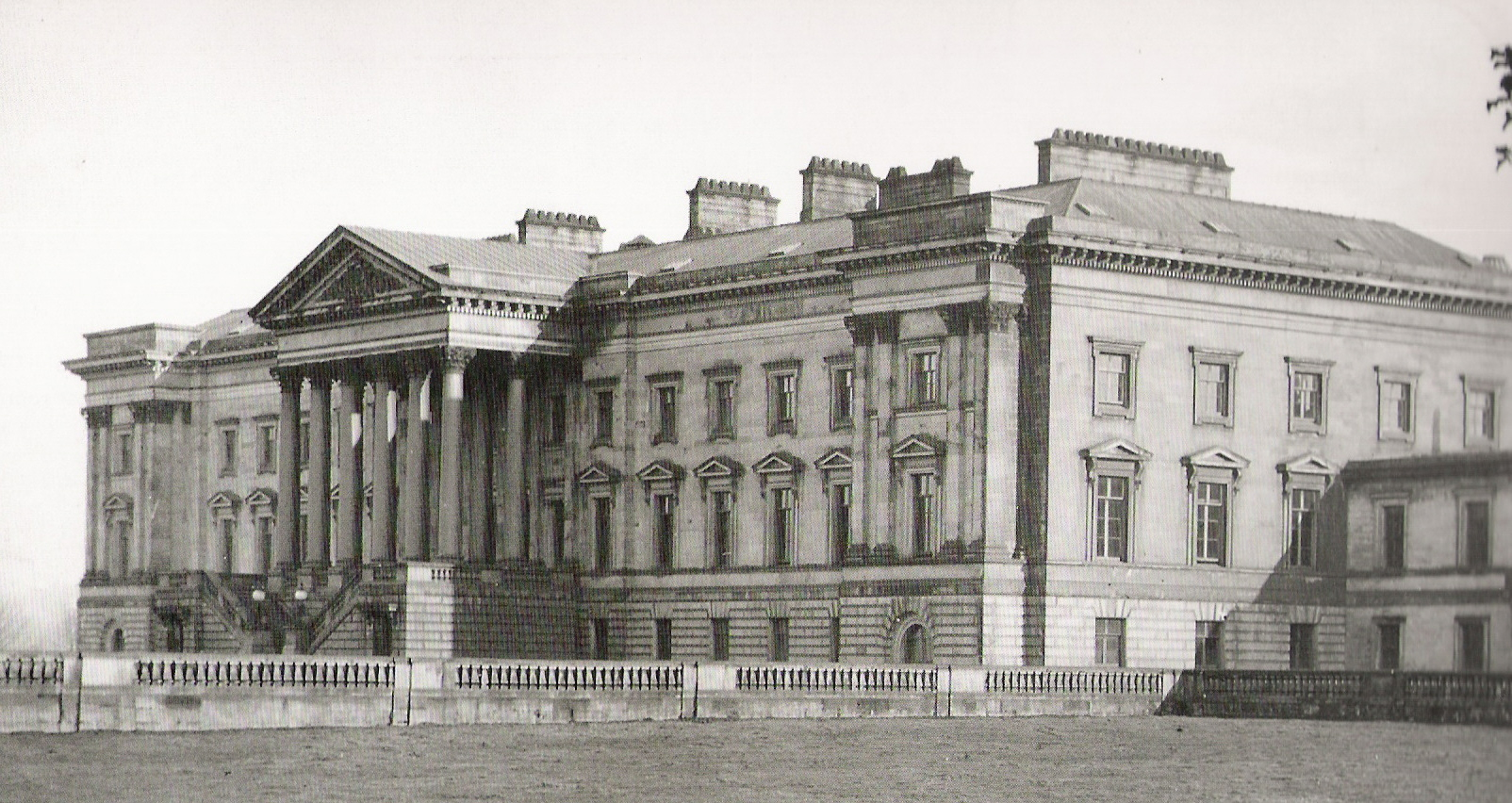
Hamilton Palace, 1916

Der Hamilton Palace war herrschaftlicher Landsitz der Dukes of Hamilton bis 1919. Er befand sich nordöstlich von Hamilton im Tal des Clyde. Hier bildete der Palast das Zentrum einer weitreichenden Gartenanlage, deren Prunkstück eine sich über fünf Kilometer erstreckende Allee war.
Hamilton Palace war die größte nicht-königliche Residenz im Vereinigten Königreich, möglicherweise auch in Europa.
1695 erbaut, begann der Boden zu Beginn des 19. Jahrhunderts durch Bergbauarbeiten abzusacken, woraufhin die Familie gezwungen war nach Dungavel House zu ziehen, ihren nahegelegenen Jagdsitz. Das Schloss wurde 1921 abgerissen.
1946 zog die Familie Douglas-Hamilton in das neu erworbene Lennoxlove House östlich von Edinburgh und verkaufte Dungavel House an das National Coal Board, welches es an die Regierung weiterverkaufte, die es seither als Gefängnis nutzt. Ein Großteil der Einrichtung des abgerissenen Palastes und die bedeutende Kunstsammlung wurden nach Lennoxlove transferiert, wo sie in den Sommermonaten zu besichtigen sind.
Heute stehen auf dem ehemaligen Grund des Hamilton Palace ein Sport- und ein Einkaufszentrum. Die ab 1987 bestehende Zuordnung des Geländes zum Inventory of Gardens and Designed Landscapes in Scotland wurde 2016 aufgehoben.